# Komplexkonjugat

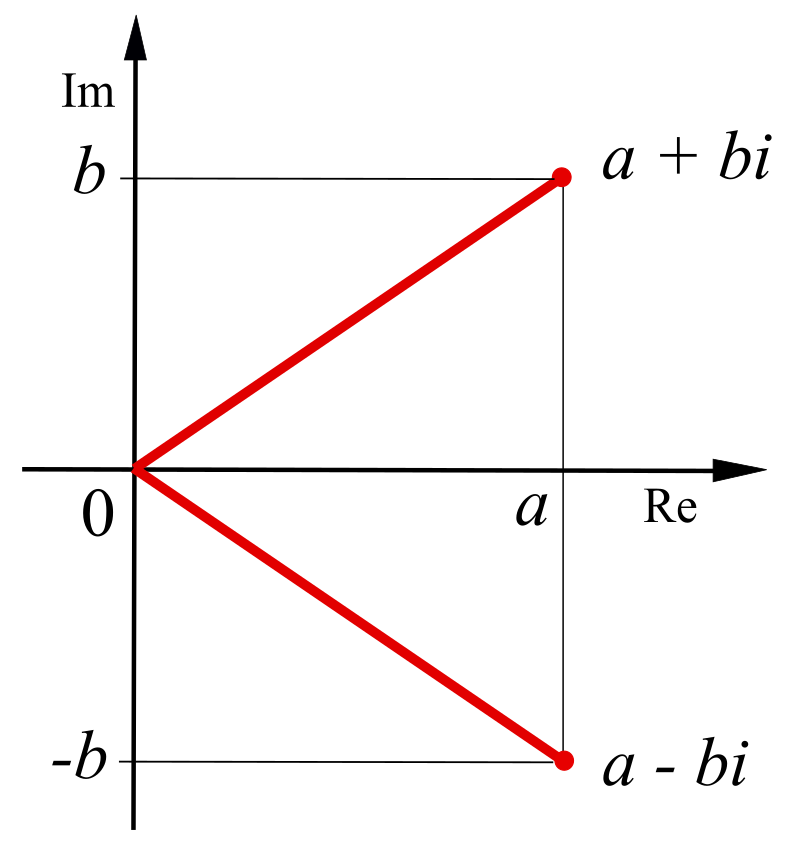
Komplexa tal och deras konjugerade värden i det komplexa talplanet. Talen är varandras speglingar i den reella axeln

Komplexkonjugatet till ett komplext tal är det komplexa tal som har samma realdel och där imaginärdelen har samma belopp men är av motsatt tecken. Konjugering innebär att i det komplexa talplanet avbilda talet som dess spegling i den reella axeln. Komplexkonjugatet av ett tal {\displaystyle \ z=a+b\,\mathrm {i} } betecknas med {\displaystyle {\bar {z}}} eller {\displaystyle z^{*}} och kan definieras som
{\displaystyle {\bar {z}}={\overline {a+b\,\mathrm {i} }}=a-b\,\mathrm {i} \quad a,b\in \mathbb {R} }
Till exempel är
{\displaystyle {\overline {2+3\,\mathrm {i} }}=2-3\,\mathrm {i} }
{\displaystyle {\overline {5}}=5}
{\displaystyle {\overline {\mathrm {i} }}=-\mathrm {i} }

## Egenskaper
För alla komplexa tal {\displaystyle z} och {\displaystyle w} gäller
{\displaystyle {\overline {(z+w)}}={\overline {z}}+{\overline {w}}}
{\displaystyle {\overline {(zw)}}={\overline {z}}\;{\overline {w}}}
{\displaystyle {\overline {\left({\frac {z}{w}}\right)}}={\frac {\overline {z}}{\overline {w}}}} om {\displaystyle w\neq 0}
{\displaystyle {\overline {z}}=z\!\ } om och endast om {\displaystyle \ z} är reellt
{\displaystyle \left|{\overline {z}}\right|=\left|z\right|}
{\displaystyle \arg({\overline {z}})=-\arg(z)}
{\displaystyle {\left|z\right|}^{2}=z{\overline {z}}}
{\displaystyle z^{-1}={\frac {\overline {z}}{\ \left|z\right|^{2}}}} om {\displaystyle z\neq 0}
Komplexkonjugering är ett av de enklaste exemplen på en icke-analytisk funktion.